# 昆明市第十中学
25°02′35″N 102°43′31″E / 25.04298°N 102.72520°E
昆明市第十中学，简称昆明十中，位于中华人民共和国云南省昆明市，是云南省一级一等普通高级中学。

## 沿革
1920年（民国九年三月），苏鸿纲（主发起人）、周汝为、王兆熊、李壬林、徐嘉瑞、武士敏、李仲选、何作楫、赵树人、汤源新、刘庆福、宋炽昌等在昆明市文庙内建立“云南私立求实高等国民学校”。不久之后，学校更名为“求实学校”。
1930年，学校搬迁到双塔寺侧大德山，并且更名为“求实中学”。
1934年，学校开始招收高中生。
1939年，卢汉等捐建教学楼。
1952年，求实中学更名为“昆明第十中学”。
1962年，王少岩、王昭明，张相时等建立“东风中学”。1969年，昆明第十中学和东风中学合并，用“昆明第十中学”校名。1980年，昆明第十中学被云南省人民政府确定为省属重点中学。
1988年，昆明第十中学开始实施"三制改革"，实施校长负责制。
1994年，昆明第十中学被省政府定为“一级完全”中学，评定为市"三制改革"优秀学校、昆明市先进党支部。
1999年，昆明第十中学被省教委认定为"推进现代教育技术实验学校"，师大教科所确定的"云南师范大学科研实验学校"。
2009年，昆明第十中学晋升为云南省一级一等高级中学。
2010年5月，昆明第十中学成立国际部，并开办加拿大国际高中班。

## 校区
两个校区：
- 白塔校区
- 求实校区

## 文化
- 校训：求实[1]

## 建筑
求实校区：求实楼（主楼）、博思楼、琢玉楼、实验楼、格致楼、百川楼、网球馆、体育综合馆、艺海苑、惜禾堂、集贤楼、弘毅楼、坤秀楼、聂耳艺术中心。

## 图集
- 求实校区

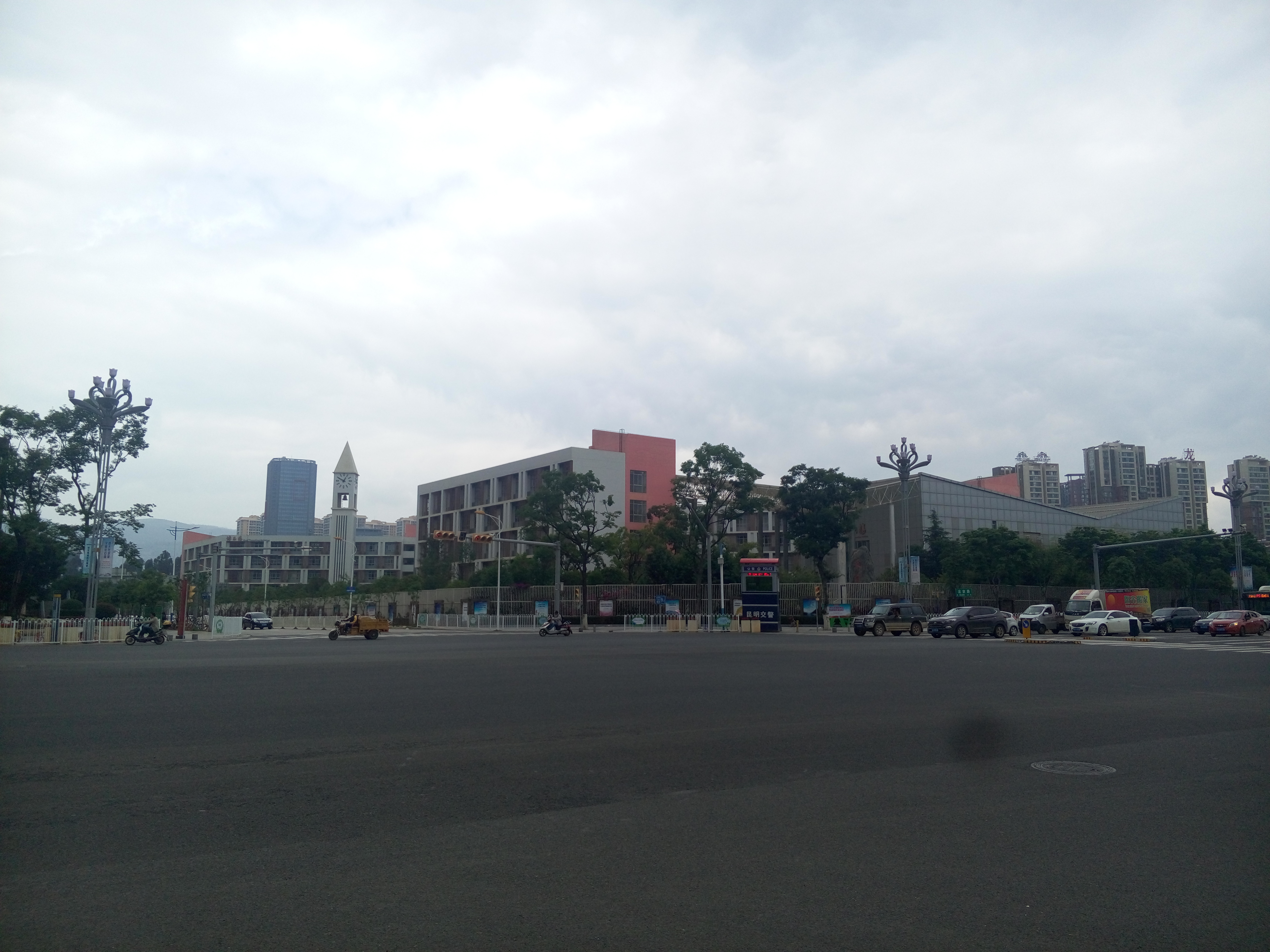
校园外景
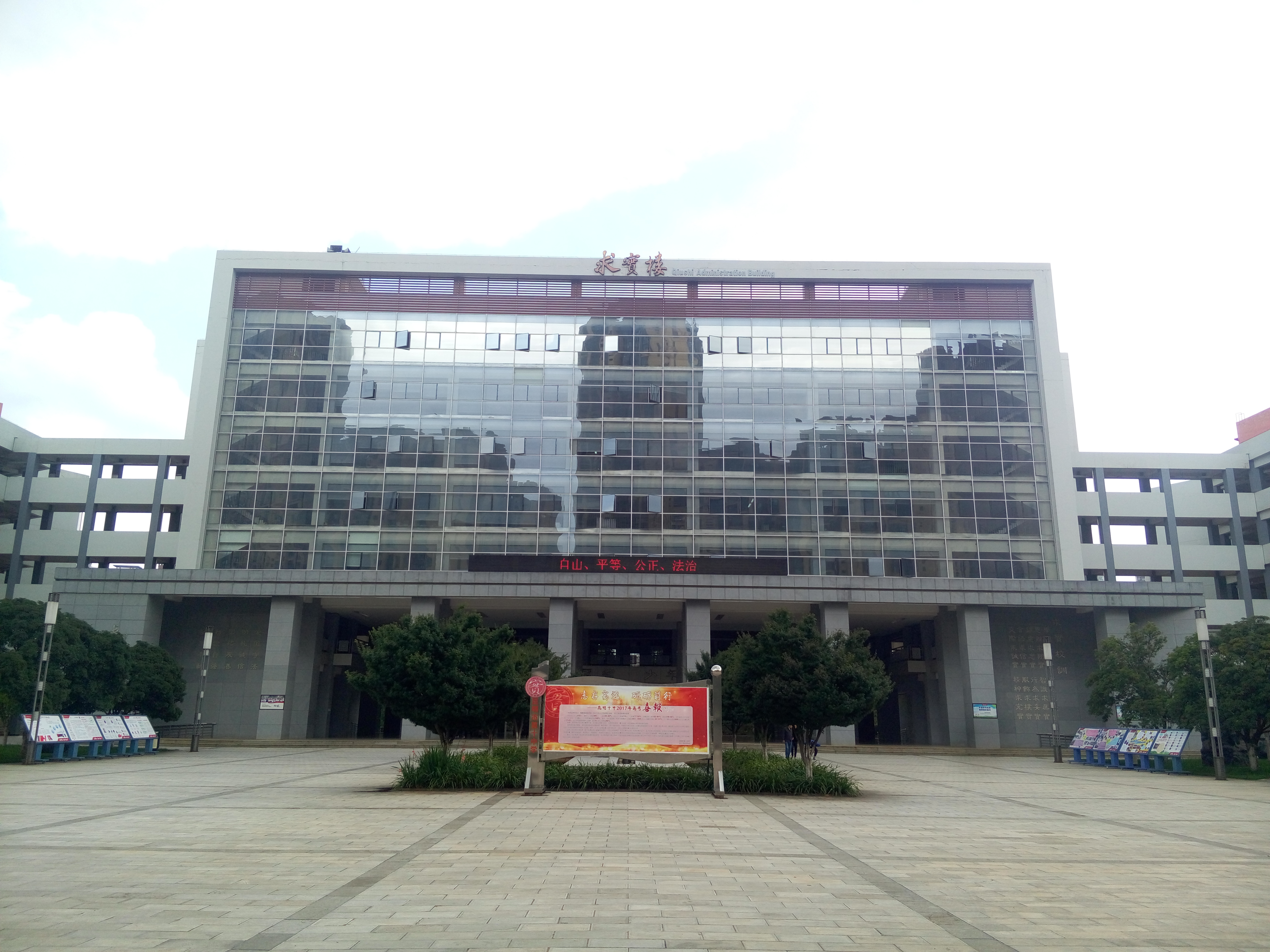
求实楼（行政楼）
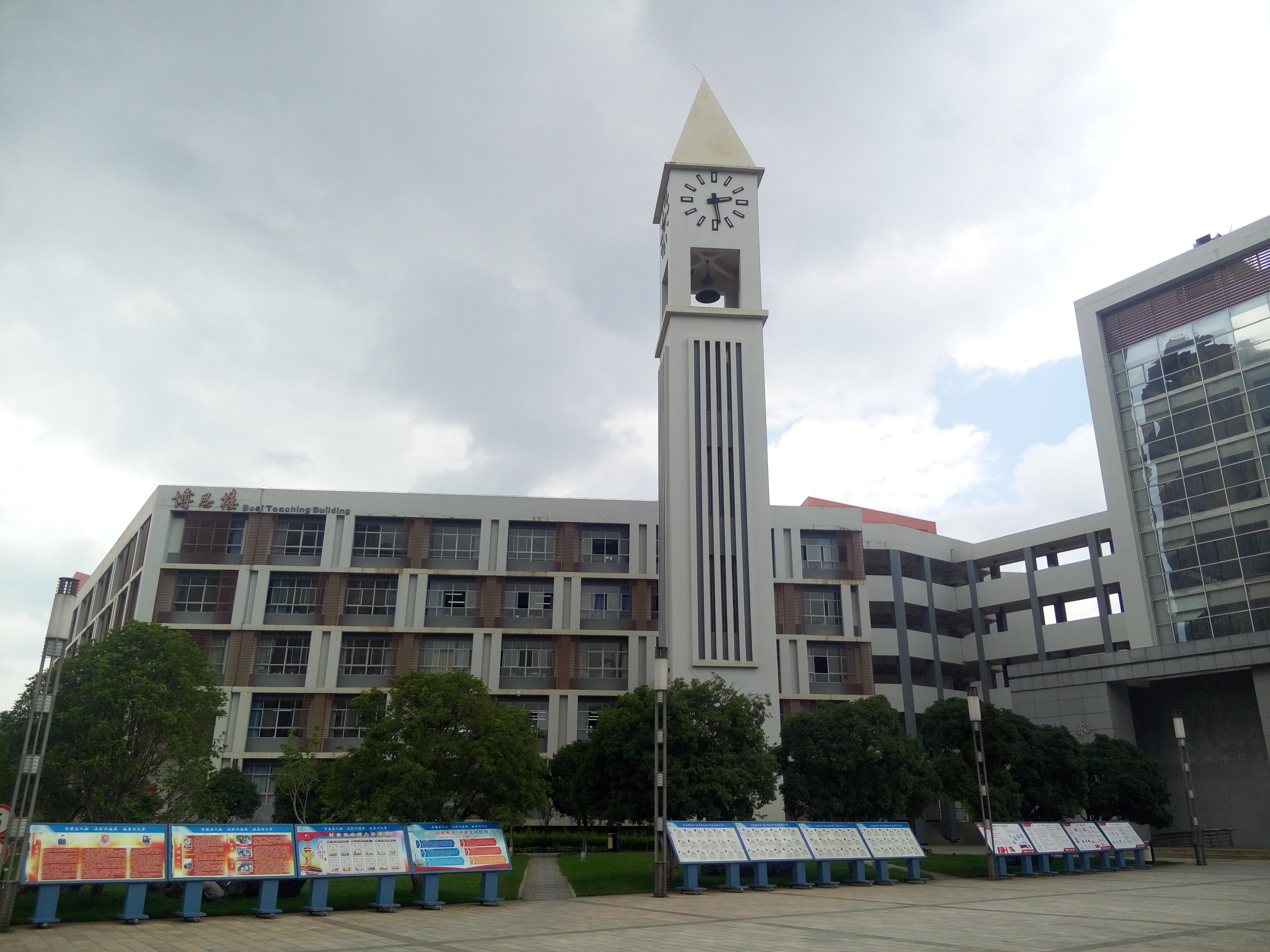
博思楼（教学楼）与钟楼
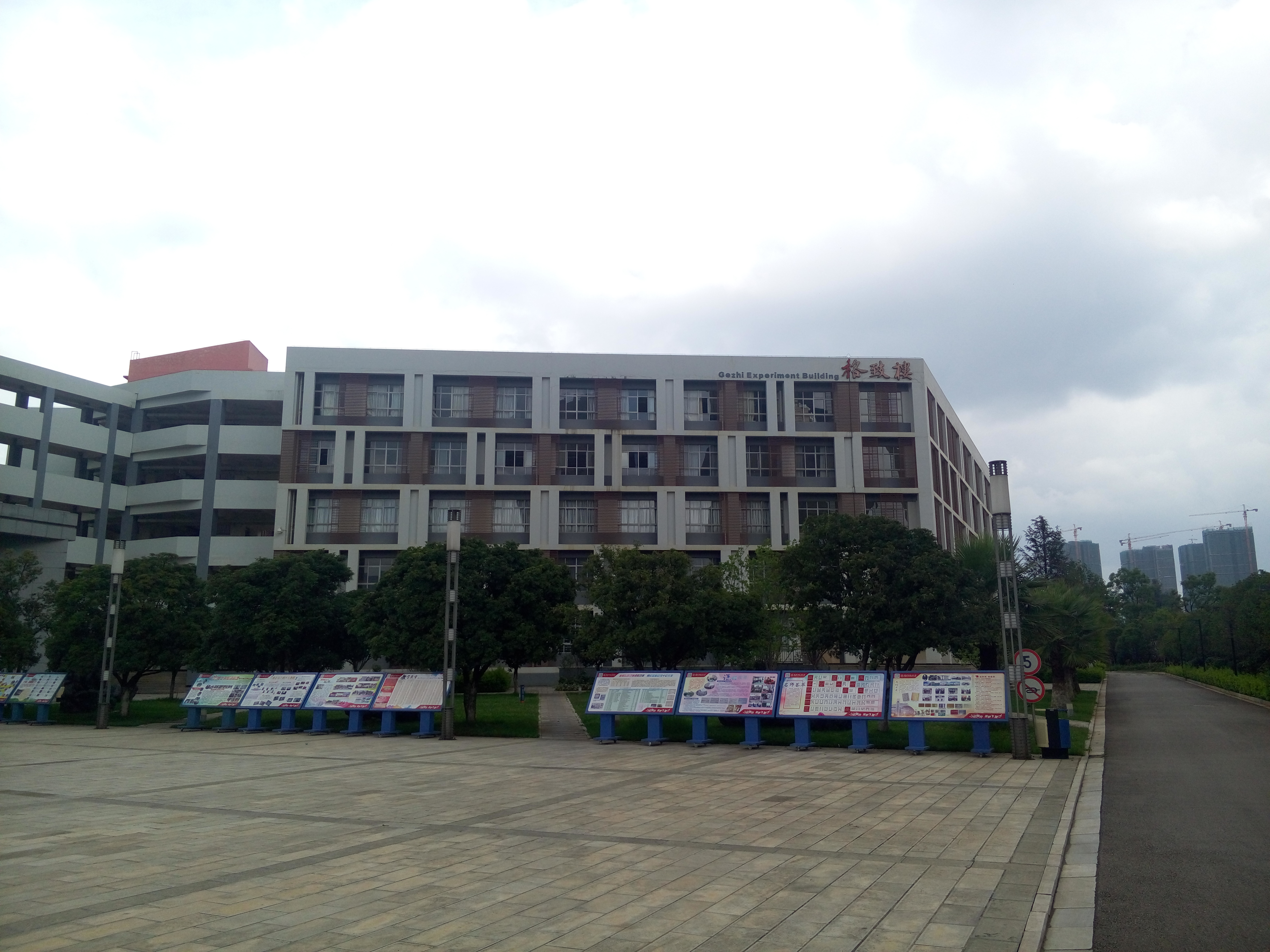
琢玉楼（高三教学楼）
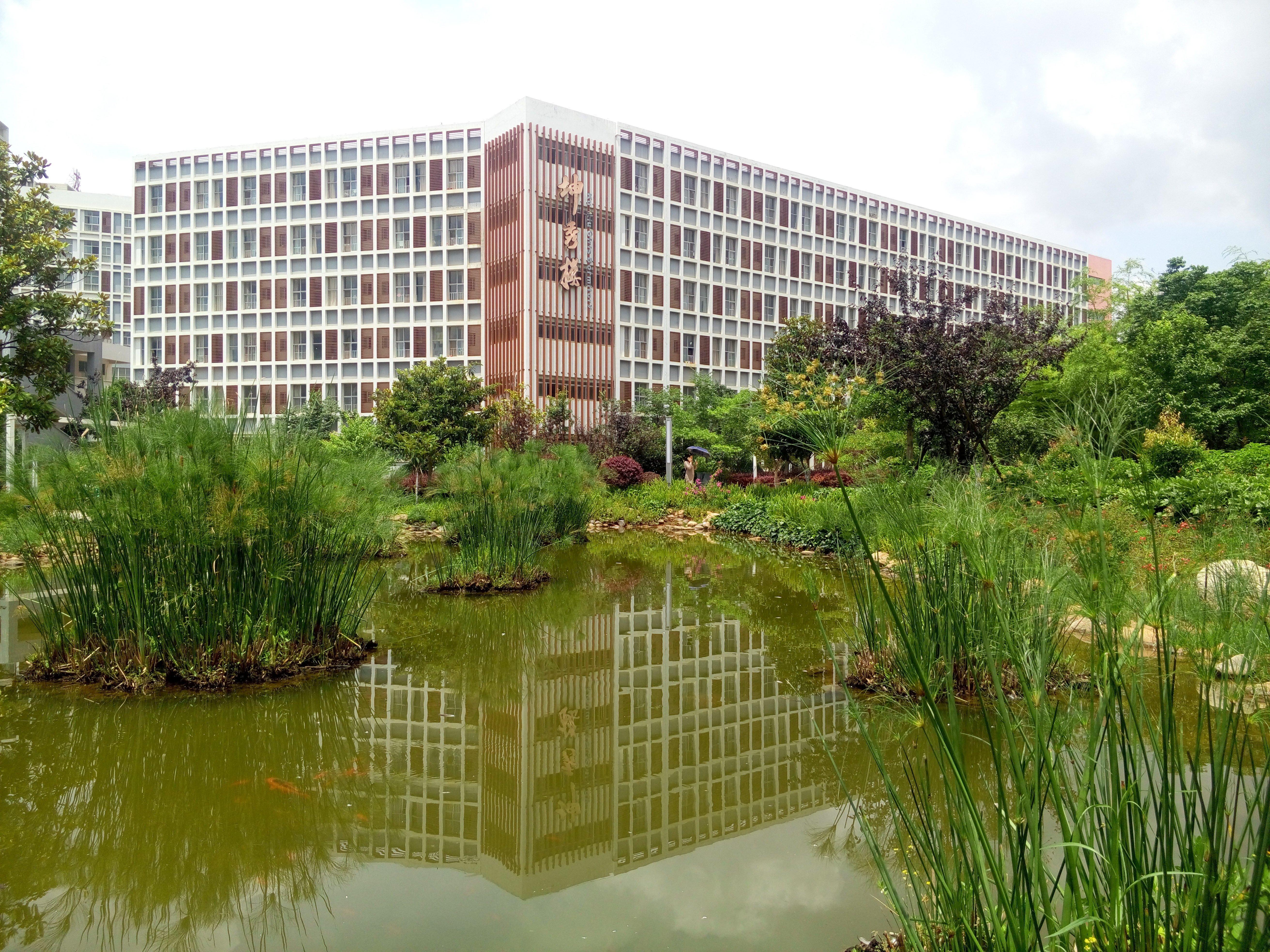
坤秀楼（女生宿舍楼）
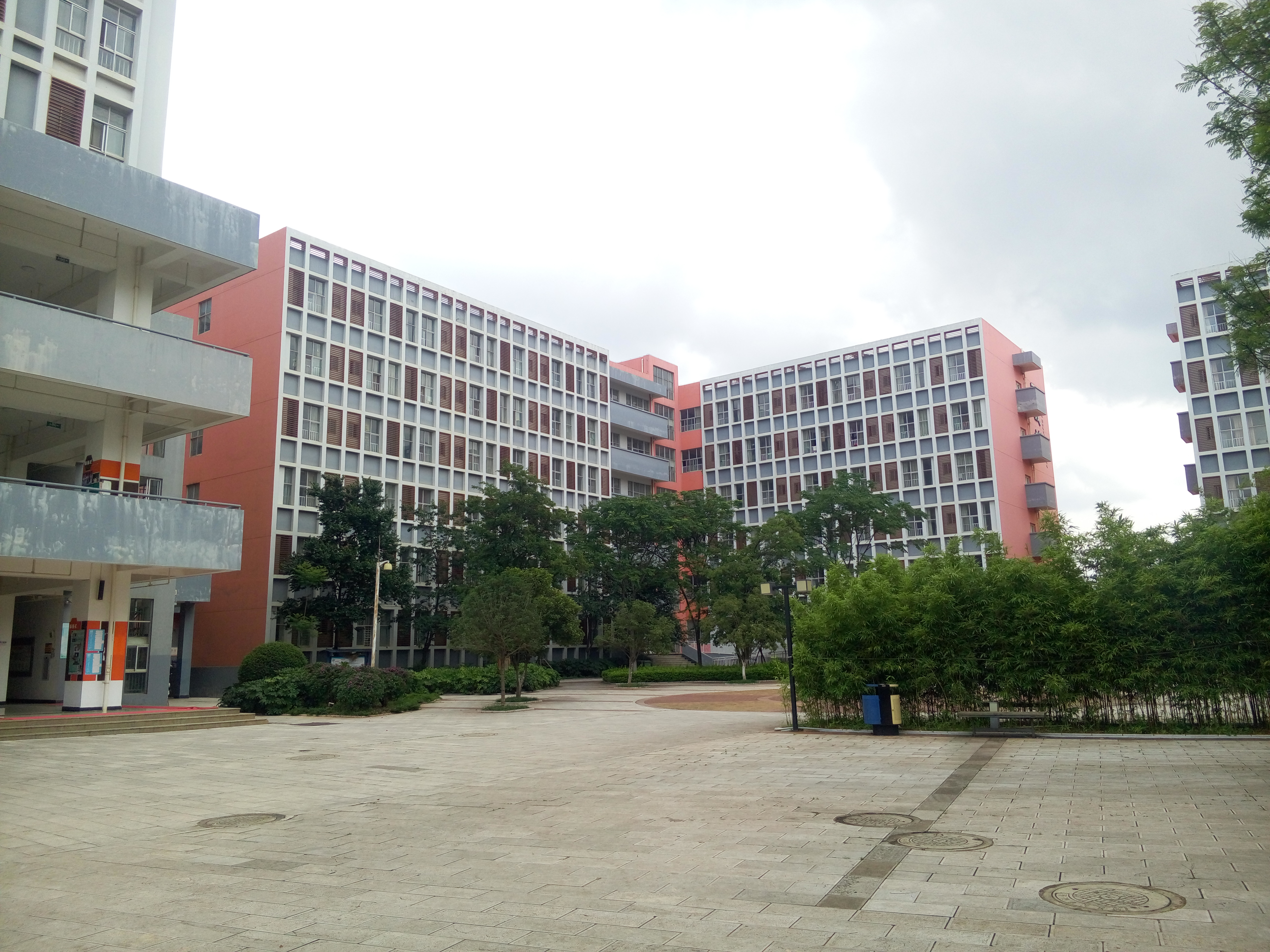
弘毅楼（男生宿舍楼）
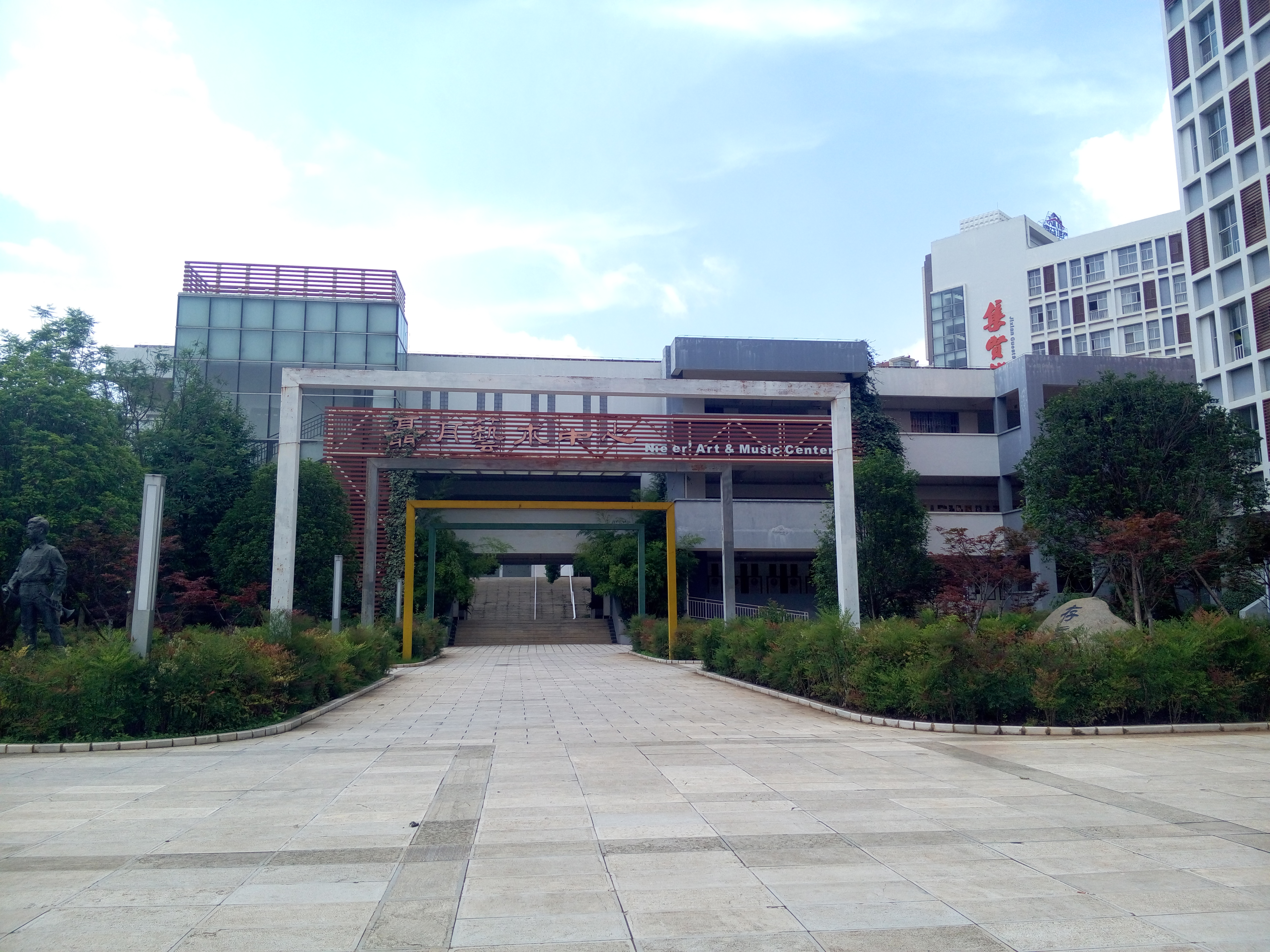
聂耳艺术中心
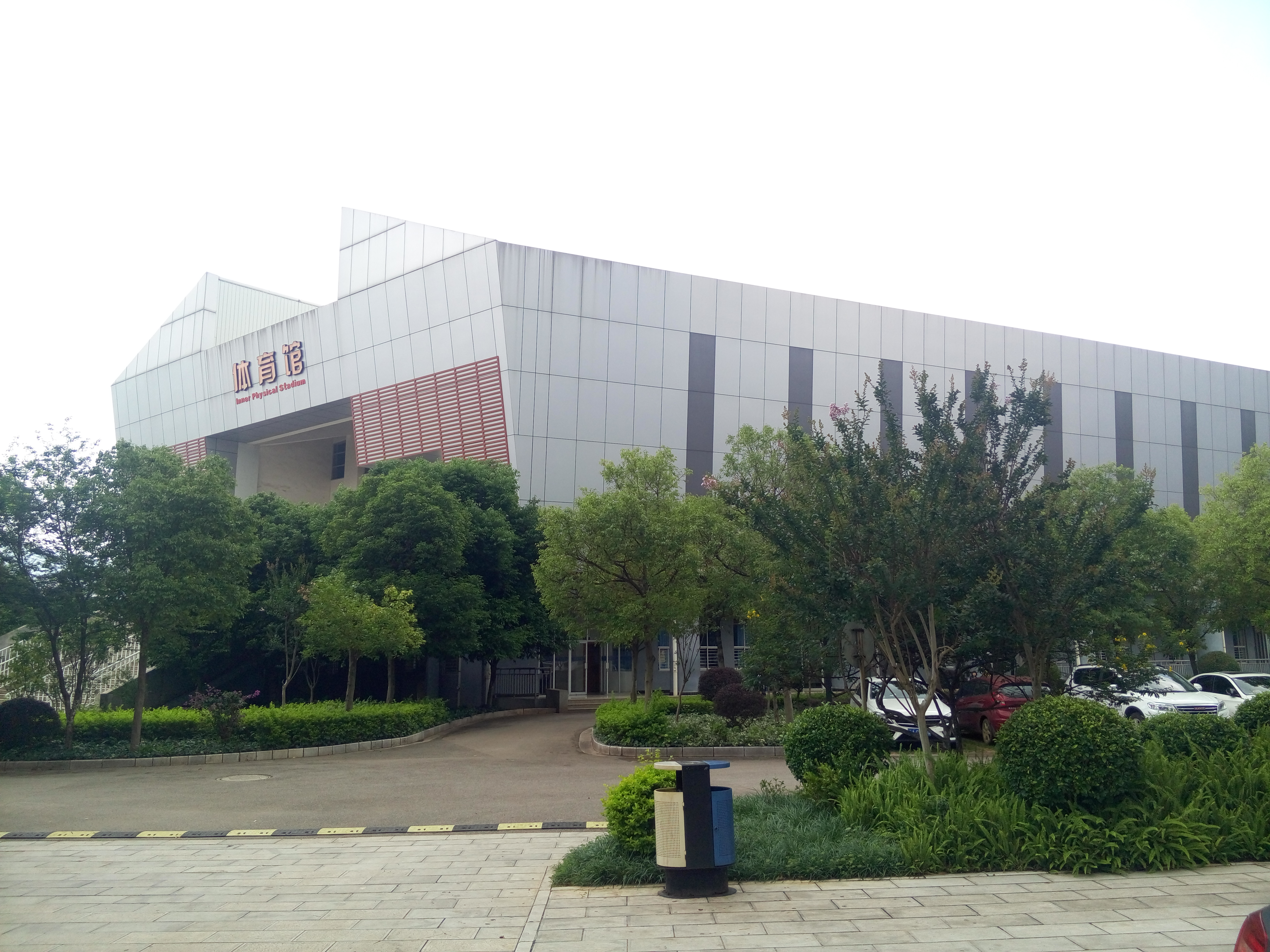
体育馆
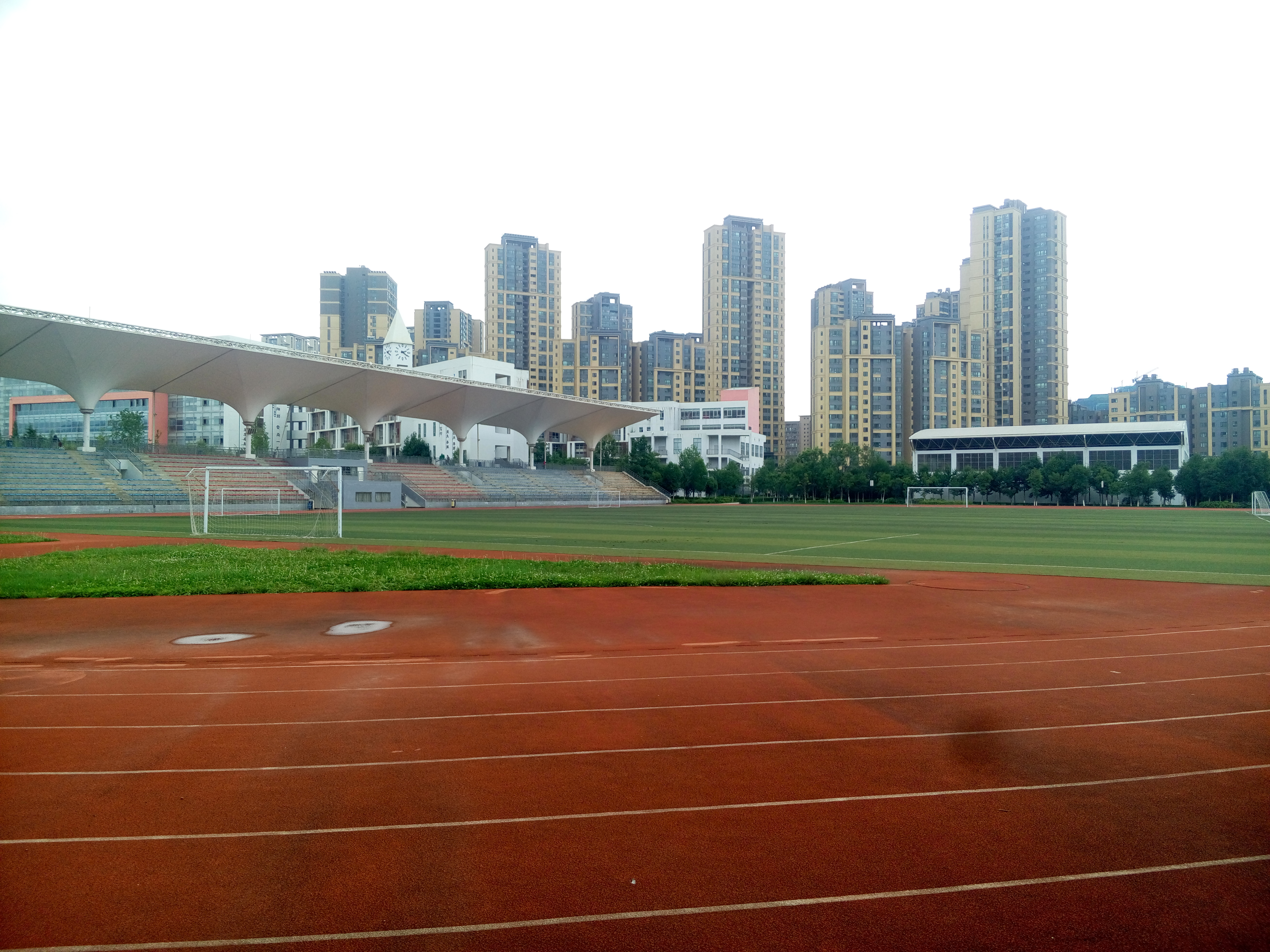
体育场
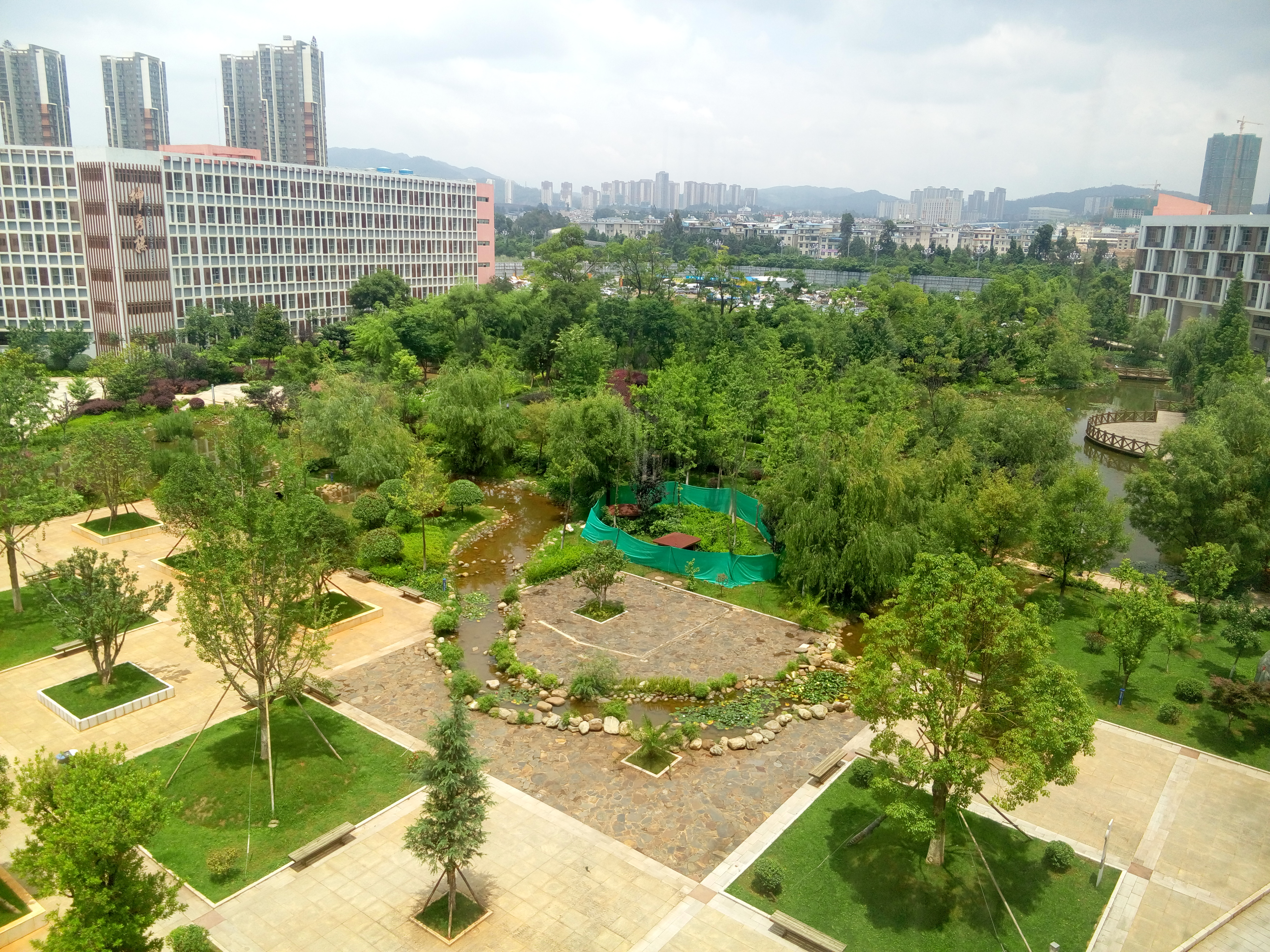
校内花园
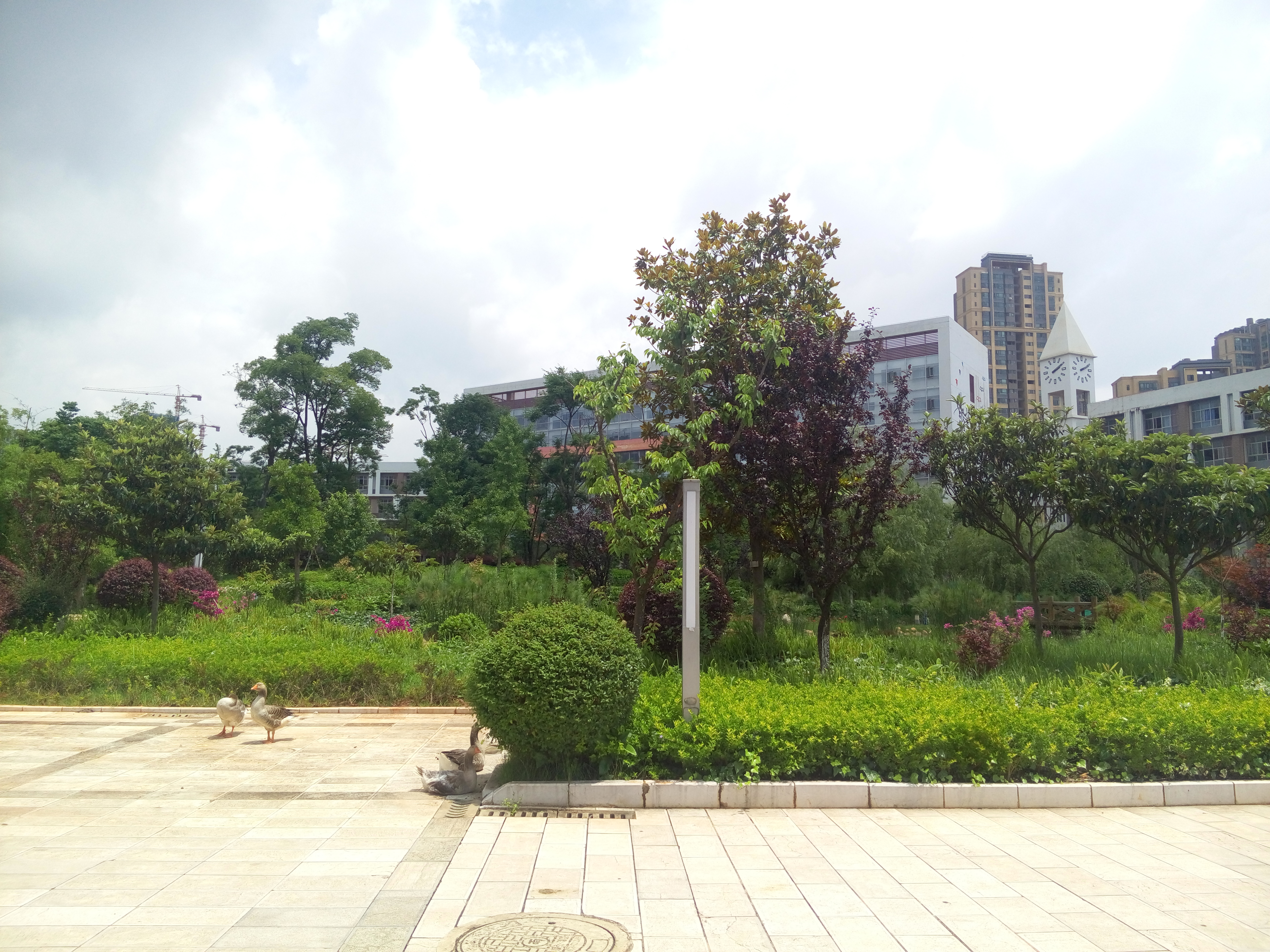
校内花园
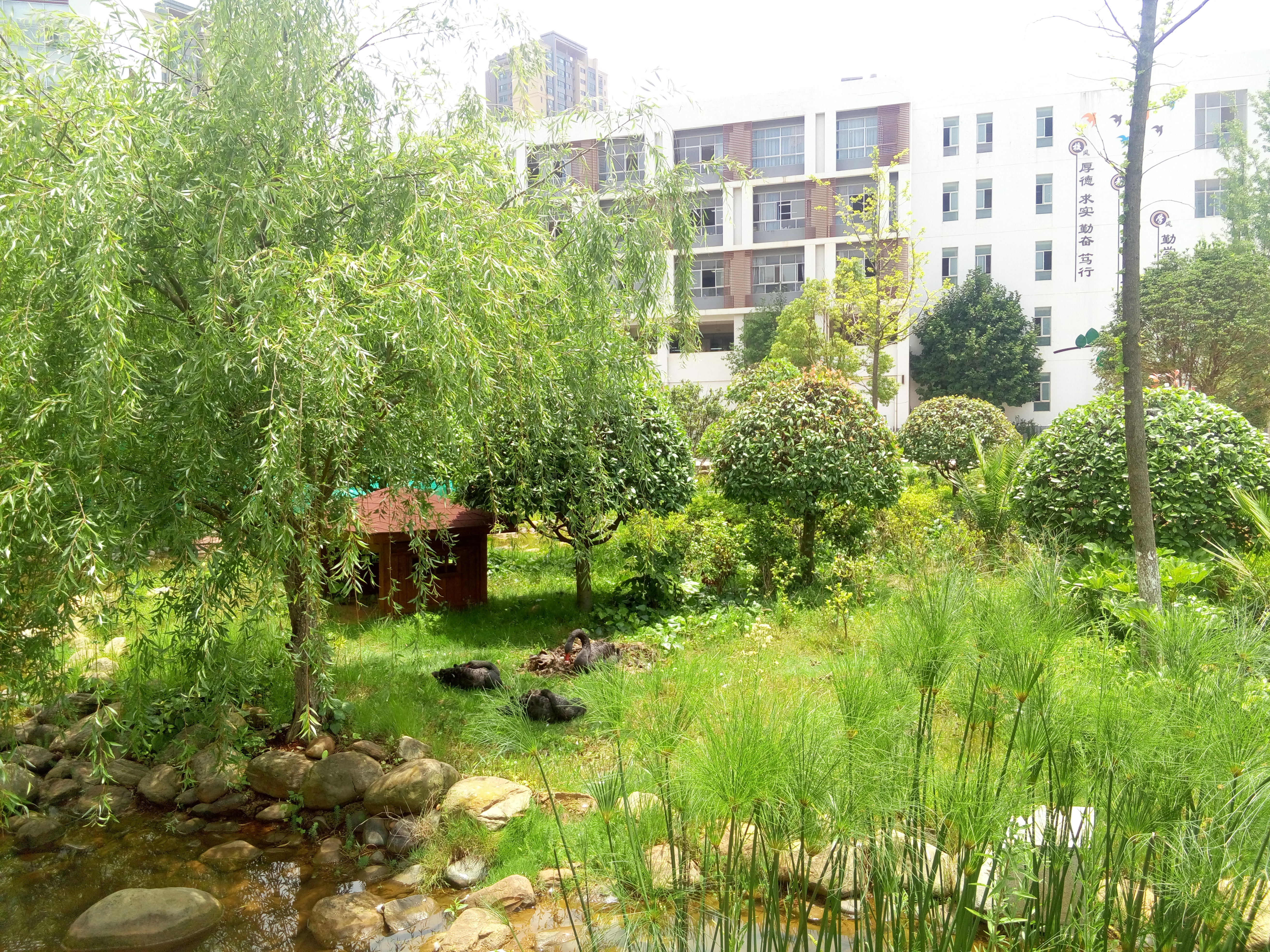
校内花园
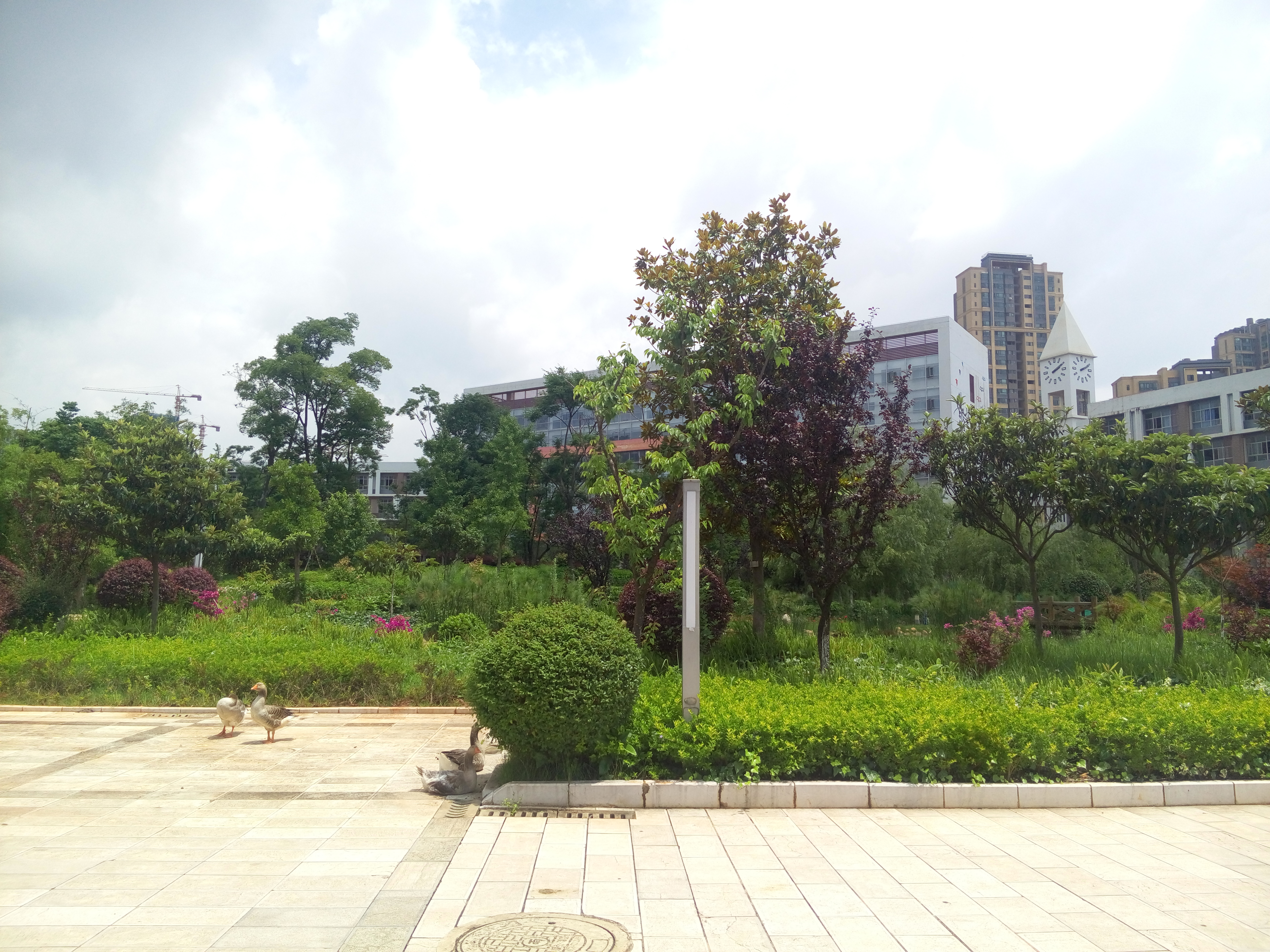
校内花园
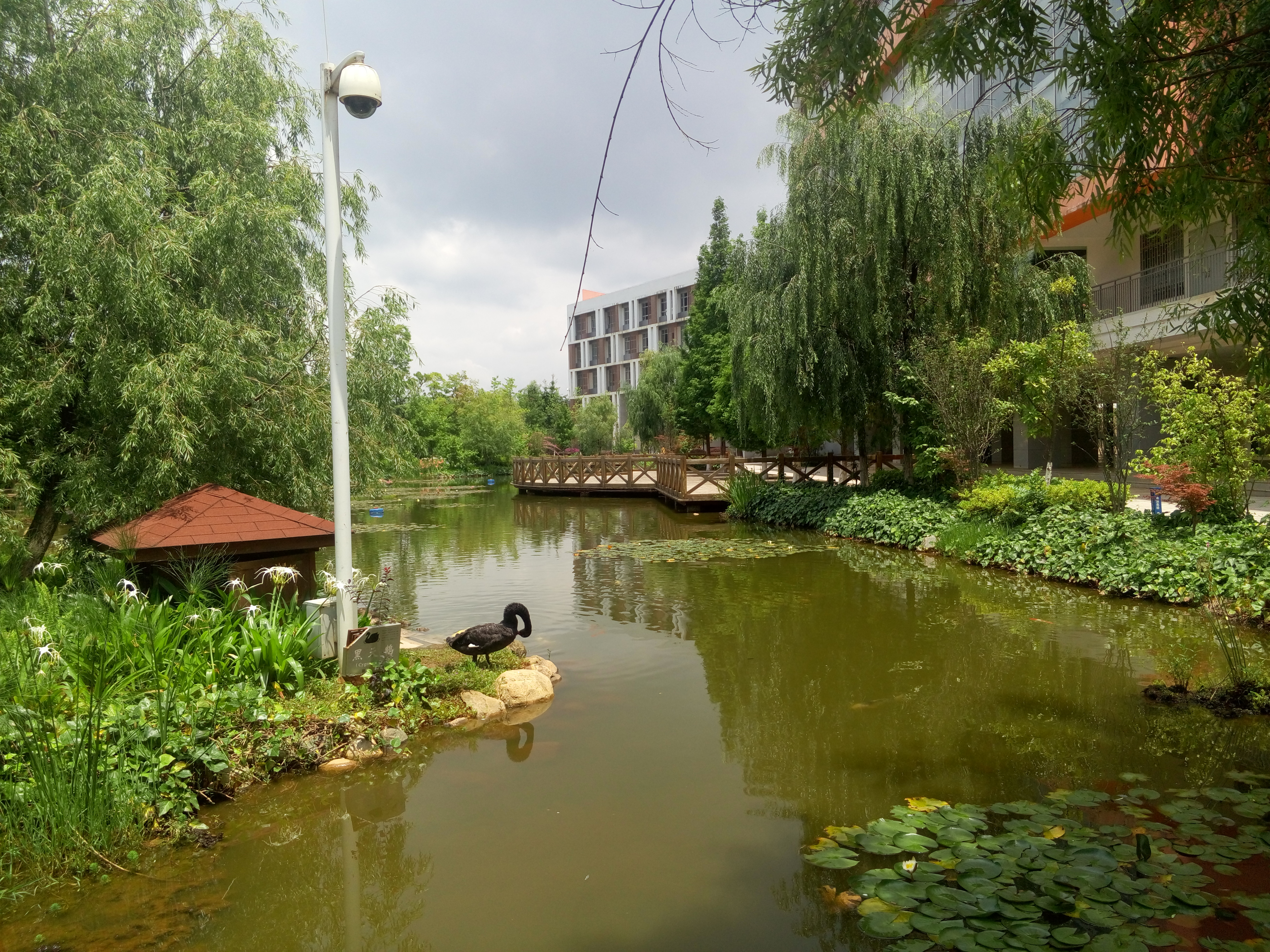
校内池塘

## 著名校友
- 聂耳：音乐家
- 卢濬
- 陈盛年
- 马力
- 柳斌
- 苏启红
- 杨苏